# Aulus Licinius Archias
Aulus Licinius Archias także Archias z Antiochii (ur. ok. 120 p.n.e., zm. 61 p.n.e.) – starożytny poeta grecki z Antiochii słynący z talentu improwizatorskiego. W roku 102 p.n.e. przybył do Rzymu, gdzie stał się protegowanym Lukullusa, którego nazwisko przyjął. Został niesłusznie oskarżony o bezprawne nadanie sobie obywatelstwa rzymskiego. Bronił go wówczas jego uczeń Cyceron (słynna mowa W obronie poety Archiasza).

## Życiorys
Aulus Licyniusz Archiasz pochodził z Antiochii, gdzie przyszedł na świat około 120 roku przed Chr. Już w młodości zabłysnął sławą talentu poetyckiego, która jeszcze wzrosła, gdy wybrał się z publicznymi popisami do innych miast Azji Mniejszej i Grecji. Sławę jego talentu przewyższała chęć poznania jego osoby, a tę chęć i oczekiwanie – jego przybycie i podziw pisał po latach zafascynowany jego talentem Cycero. W 101 roku przybył do Rzymu i znalazł gościnę w domu Lukullusa. W 93 roku otrzymał od Lukullusa obywatelstwo rzymskie w lukańskiej Heraklei. Rok później wyjechał z Lukullusem do Azji Mniejszej, gdzie ten objął urząd kwestora i pozostał tam przez 7 lat. Towarzyszył swemu protektorowi podczas jego wojny z Mitrydatesem. W 62 roku został oskarżony przed pretorem Q. Cyceronem o niezgodne z prawem uzyskanie obywatelstwa rzymskiego. Jego obrony podjął się wówczas brat pretora, Marek Tuliusz Cycero, uczeń i przyjaciel Archiasza. Wywdzięczając się Rzymowi za gościnność sławił wierszem jego zwycięstwa i wybitnych mężów. Napisał między innymi poematy epiczne o wojnie Mariusza z Cymbrami i o przewagach Lukullusa nad Mitrydatesem, pochwałę Roscjusza i konsulatu Cycerona. Cycero tak chwali jego występy publiczne w napisanej w 62 roku mowie W obronie poety Archiasza (Pro Archia poeta): Ileż to razy słyszałem go improwizującego wielką ilość wybornych wierszy o współczesnych zdarzeniach! Ileż razy na wezwanie improwizował na ten sam temat w innych słowach i zdaniach! A co napisał po namyśle i starannie opracował, to zyskiwało takie uznanie, że sławą dorównywał dawnym pisarzom. Podziwem w Rzymie otaczali go nie tylko Mariusz, Lukullus i Cycero, lecz także Q. Metellus Numidicus i jego syn Pius, M. Aemilius, Q. Catullus ojciec i syn, L. Crassus, Drusus, Oktawiusz, Katon młodszy, cała rodzina Hortensjuszów. Improwizujących poprzedników w literaturze greckiej miał w sofiście z IV wieku Alcydamasie i Antypatrze z Sydonu (z połowy II wieku), którego wspomina z podziwem Cycero w innej swojej mowie (De oratione 3, 194).

## Twórczość
Poematy epickie Archiasza nie przetrwały. Zachowało się natomiast około 30 jego epigramów w Antologii palatyńskiej, gdzie trafiły za pośrednictwem Wieńca Filipa z Tesaloniki. Jego utwory są sygnowane jego imieniem z podaniem trojakiej ojczyzny, raz z dodatkiem młodszy, raz „gramatyk” i kilkakrotnie samym tylko imieniem. Zachowana spuścizna Archiasza, pisana, a nie mówiona publicznie, nie potwierdza zachwytów jemu współczesnych. Epigramy jego są w większości naśladowaniem utworów innych poetów lub wariacjami na ich temat. Najwięcej naśladuje Meleagra z Gadary i Leonidasa z Tarentu. Jak Meleager przyjmuje w swe serce wszystkie strzały Erosa, by już dla innych ich nie wystarczyło (V 58). Za Leonidasem sądzi, że ucieczka przed bożkiem miłości jest daremna, bo jest on skrzydlaty, podczas gdy poeta pieszy (V 59). W epigramie wotywnym (VI 16) jeden z myśliwych ofiarowuje Panowi łowcze obierze, drugi – sidła na ptaki, trzeci – sieci na ryby, aby im się powodziło w powietrzu, na morzu i w lesie. Spośród siedmiu innych epigramów wotywnych Archiasza, trzy (VI 179-181) są wariacjami na ten właśnie temat. W epigramie nagrobnym (VII 818), będącym naśladownictwem Leonidasa z Tarentu, zmarły cynik Diogenes prosi przewoźnika acheronckiego o wzięcie go do przepełnionej łodzi, nic bowiem nie ma ze sobą prócz płaszcza, torby, bańki na oliwę i kija, i nic nigdy więcej nie miał. Podobnych epigramów jest osiem. Przykładem epigramu epidejktycznego (IX 19) jest utwór o koniu wyścigowym Orle, który za młodu brał nagrody w igrzyskach, a na starość obraca kierat w młynie. Jeden z najlepszych epigramów poety opowiada o sroce (VII 191): Ja, któram niegdyś pasterzom, drwalom, rybakom zapuszczającym sieci odrzucała ich okrzyki – rozlicznymi przyśpiewkami przedrzeźniając ich słowa, niby echo, natrząsając się z nich moim dziobem szyderczym – Oto bez głosu już milcząca – odkąd upadłam na ziemię – leżę tu, zapomniawszy przekory, mojej pasji naśladowania. 